# Pentaria ohkurai
Pentaria ohkurai là một loài bọ cánh cứng trong họ Scraptiidae. Loài này được Nakane miêu tả khoa học năm 1955.